# Lomba da Fazenda
Lomba da Fazenda ist eine Gemeinde (Freguesia) im portugiesischen Kreis (Município) Nordeste auf der Azoreninsel São Miguel. In ihr leben 749 Einwohner (Stand 19. April 2021).